# 祇園新道
祇園新道（ぎおんしんどう）は広島県広島市中区基町の県立総合体育館前交差点から同市安佐南区緑井の緑井1丁目交差点に至る延長7.8kmの国道54号バイパスである。別名祇園バイパス。

## 概要

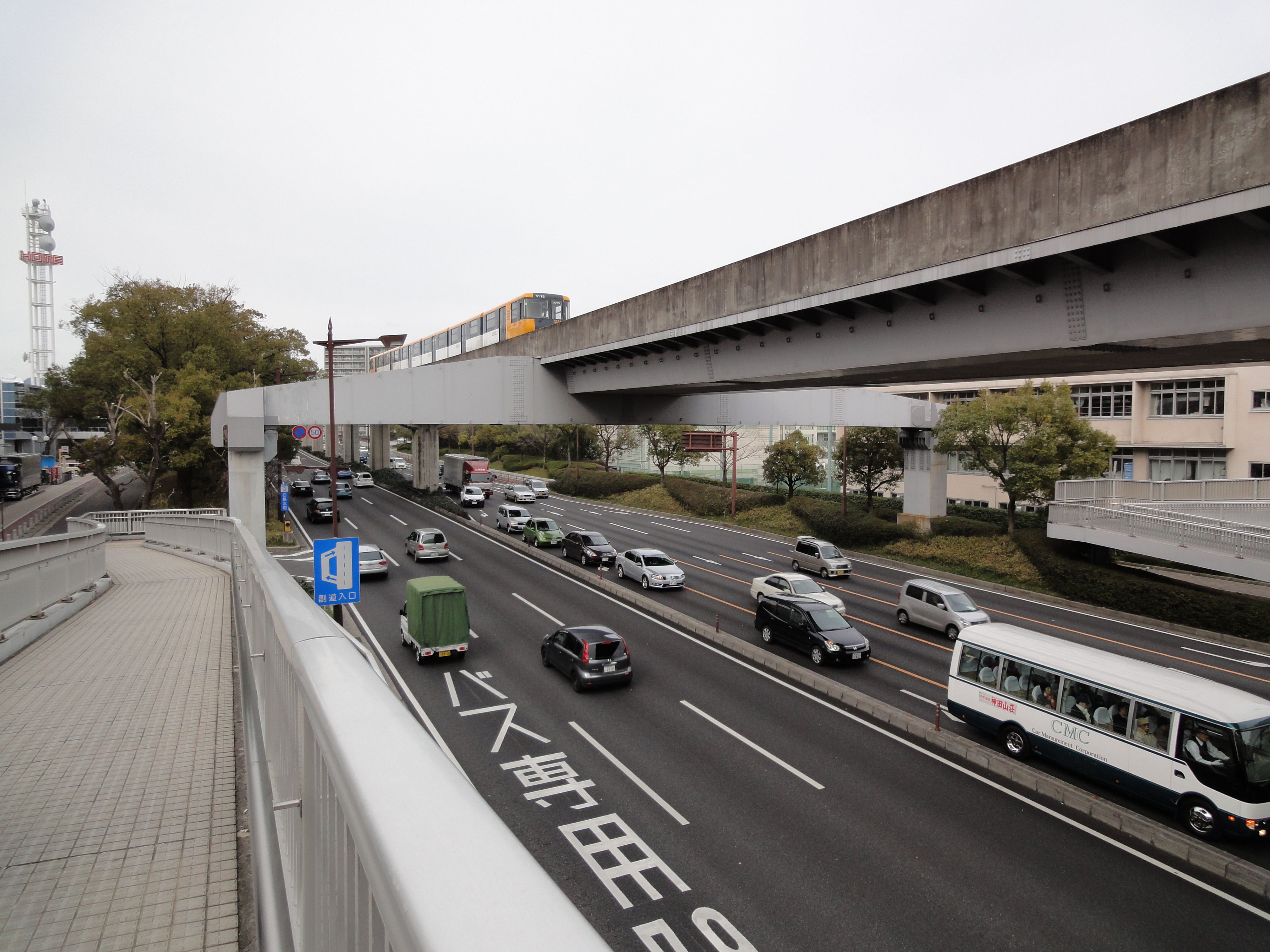
アストラムライン白島駅付近。道路上の高架を走るのはアストラムライン。

団地の建設が進んだ広島市の北部と中心部を結ぶ国道54号線の渋滞緩和を目的として事業化された。
広島都市圏北部からの大量の自動車交通を都心部に導入する幹線道路、山陽自動車道と都心部を結ぶアクセス道路であるとともに、中央分離帯の高架上に新交通システム（アストラムライン）を導入し、自動車交通からの転換を図るため、都心直結型の道路構造になっている。更には、標準幅員50mの中に、環境施設帯として副道や樹木帯を設置するとともに、地下には共同溝を先行整備するなど、交通、環境、生活基盤の機能強化を図った、画期的な道路である。開通によりラッシュ時における緑井から紙屋町間の所要時間は65分の短縮となった。
広島市中区城北駅北交差点北側から広島市安佐南区中筋一丁目交差点以南ではアストラムラインが中央分離帯上空に通っている（同線の新白島駅付近から中筋駅・古市駅間の間に相当する）。なお、城北駅北交差点以南は祇園新道の地下をアストラムラインが通過しているが、この区間はかつて広島城の外堀・中堀であった。
全線が国道191号、一部は広島県道37号広島三次線との重複区間である。

### 路線データ
- 起点：広島市中区基町（県立総合体育館前交差点）
- 終点：広島市安佐南区緑井（緑井1丁目交差点）
- 延長：7.8km
- 車線数：4 - 8車線
- 道路幅員：50.0m
- 車線幅員：3.25m
- 制限速度：50km/h - 60km/h

## 沿革
- 1968年（昭和43年） 調査開始

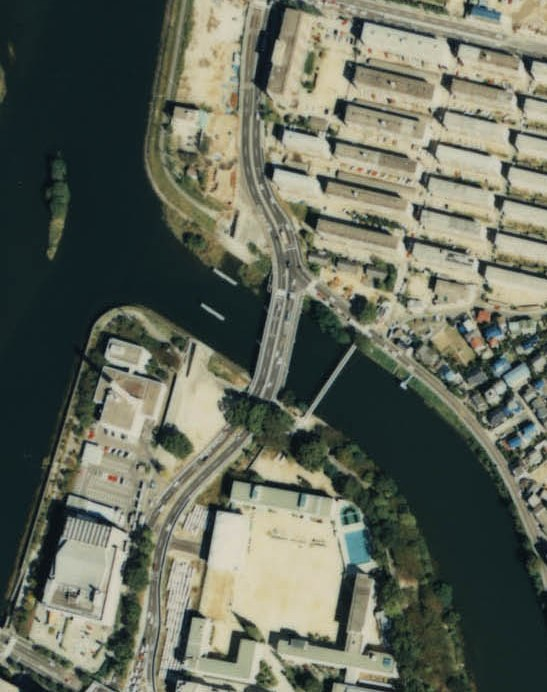
1988年。。こうへい橋撤去中（左）、仮設橋（中央）、工兵橋（右）。

- 1971年（昭和46年） 祇園バイパスとして事業化[1]
- 1974年（昭和49年） 区画整理の問題が難航し、白紙撤回される
- 1977年（昭和52年）7月 都市計画決定（新交通システムの導入決定）
- 1978年（昭和53年） 用地着手
- 1981年（昭和56年） 工事着手[1]
  - 最初は、祇園新橋、昭和橋などの構造物を進めるとともに、祇園新橋以南の広島県道37号広島三次線との重複区間では、現道の交通を切り廻しながら施工を行う。
- 1988年（昭和63年）3月 広島市東区牛田新町 - 同市安佐南区緑井間 (L=5.9km) の暫定供用[1]
  - 山陽自動車道広島ICの開通に合わせる形となり、その後、こうへい橋の架け替え、祇園新橋上り線の架設、多車線化、環境整備などを促進していく。
- 1989年（平成元年）2月 新交通システムの起工式
- 1993年（平成5年）10月25日 祇園新橋 - 広島IC間の2→4車線化。（広島空港の本郷町への移転に伴う交通量増加対策）[2]
- 1994年（平成6年）5月31日 牛田新町から中区紙屋町の区間を含めて全線完成供用[1]
- 1994年（平成6年）8月20日 新交通システム広島高速交通広島新交通1号線（アストラムライン）の開業
- 2008年（平成20年）4月1日 国道54号旧道（可部街道）のうち、広島市民球場南交差点 - 中須2丁目交差点の区間の管理が国土交通省から広島市に移管され、国道54号は祇園新道のみとなる（旧道区間は国道183号・国道261号に変更）[3]。

## 通過市町村
- 広島市安佐南区
- 広島市東区
- 広島市中区

## 主な接続道路
- 上側が起点側、下側が終点側。左側が上り側、右側が下り側。
- 本線と副道の接続は省略。
- 路線名の特記がないものは市道。
- 全線広島県広島市に所在。
- 実際のキロポストは紙屋町交差点 (0KP) からの距離となる。ただし、広島城南交差点 (1.0KP) で+500m補正される。

| 交差する道路                                | 交差する道路                           | 交差する場所 | 交差する場所     | 市役所前 から (km) | キロポスト (km) | 備考                                   |
| ------------------------------------------- | -------------------------------------- | ------------ | ---------------- | ------------------ | --------------- | -------------------------------------- |
| ↑ 広島バスセンター方面（一方通行）          |                                        |              |                  |                    |                 |                                        |
| 国道54号（城南通り）                        | 市道中広宇品線（城南通り）             | 中区         | 県立総合体育館前 | 1.9                | 1.2             |                                        |
| -                                           |                                        | 中区         | 基町小学校前     | 2.1                | 1.4             |                                        |
|                                             |                                        | 中区         | 基町高校前       | 2.4                | 1.7             |                                        |
| 県道84号東海田広島線（城北通り）            | 県道84号東海田広島線（城北通り）       | 中区         | 城北駅北         | 2.7                | 2.0             | ここから南が4車線、ここから北が6車線。 |
|                                             |                                        | 中区         | 長寿園南館口     | 2.8                | 2.1             |                                        |
|                                             |                                        | 中区         | 長寿園北館口     | 3.2                | 2.5             |                                        |
| 広島市道御幸橋三篠線                        | 広島市道御幸橋三篠線                   | 中区         | 白島駅北         | 3.4                | 2.7             |                                        |
| 県道37号広島三次線                          |                                        | 東区         | 新こうへい橋北   | 3.7                | 3.0             | ここから南が6車線、ここから北が8車線。 |
| 広島市道常盤橋大芝線                        |                                        | 東区         | 牛田駅南         | 3.9                | 3.2             |                                        |
|                                             |                                        | 東区         | 神田山荘口       | 4.4                | 3.7             |                                        |
|                                             |                                        | 東区         | 大芝水門東       | 4.8                | 4.1             |                                        |
| ↙ 県道37号広島三次線                        | 国道54号（祇園新道） →↓                | 東区         | 祇園新橋南       | 5.3                | 4.6             | ここから南が8車線、ここから北が6車線。 |
|                                             |                                        | 安佐南区     | 祇園新橋北駅南   | 6.1                | 5.4             |                                        |
|                                             |                                        | 安佐南区     | 西原4丁目        | 6.4                | 5.7             |                                        |
|                                             |                                        | 安佐南区     | 祇園東中学校前   | 6.8                | 6.1             |                                        |
| 県道152号府中祇園線                         | 県道152号府中祇園線                    | 安佐南区     | 西原駅南         | 7.1                | 6.4             |                                        |
|                                             |                                        | 安佐南区     | 昭和橋南         | 7.3                | 6.6             |                                        |
|                                             |                                        | 安佐南区     | 昭和橋北         | 7.8                | 7.1             |                                        |
|                                             |                                        | 安佐南区     | 中筋駅南         | 8.1                | 7.4             |                                        |
|                                             |                                        | 安佐南区     | 中筋駅北         | 8.3                | 7.6             |                                        |
|                                             | 県道38号広島豊平線                     | 安佐南区     | 中筋1丁目        | 8.5                | 7.8             |                                        |
| E2 山陽自動車道 広島IC                      | E2 山陽自動車道 広島IC                 | 安佐南区     |                  | 9.2                | 8.5             | ここから南が6車線、ここから北が4車線。 |
| 国道54号支線（可部街道） 国道183号方面      | 国道54号支線（可部街道） 国道183号方面 | 安佐南区     |                  | 9.5                | 8.8             | ここから南が4車線、ここから北が7車線。 |
|                                             | 県道270号八木緑井線                    | 安佐南区     | 緑井1丁目        | 9.7                | 9.0             |                                        |
| 国道54号（佐東バイパス） 安芸高田・三次方面 |                                        |              |                  |                    |                 |                                        |

## 主な構造物
- 新こうへい橋
- 祇園新橋
- 昭和橋